# Technische Nothilfe

Sztandar Technische Nothilfe

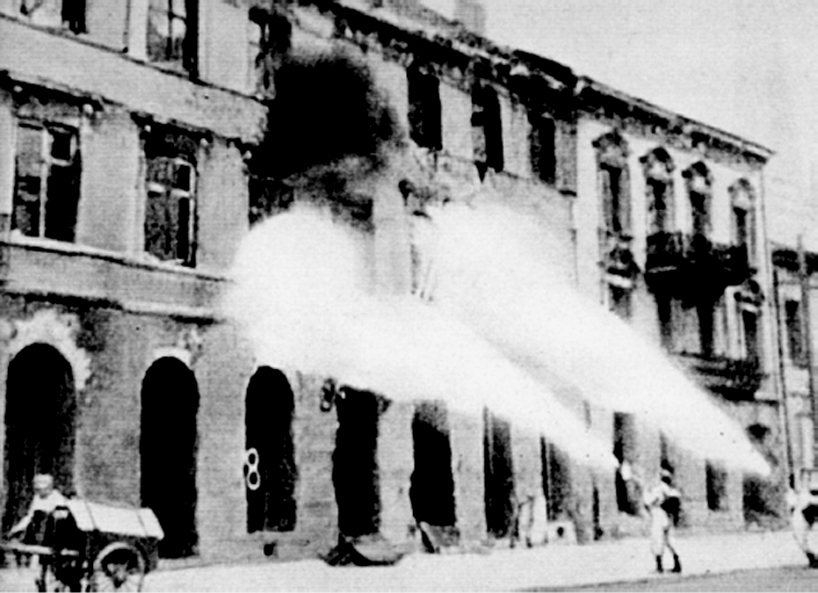
Oddział Technische Nothilfe podpala budynek w Warszawie

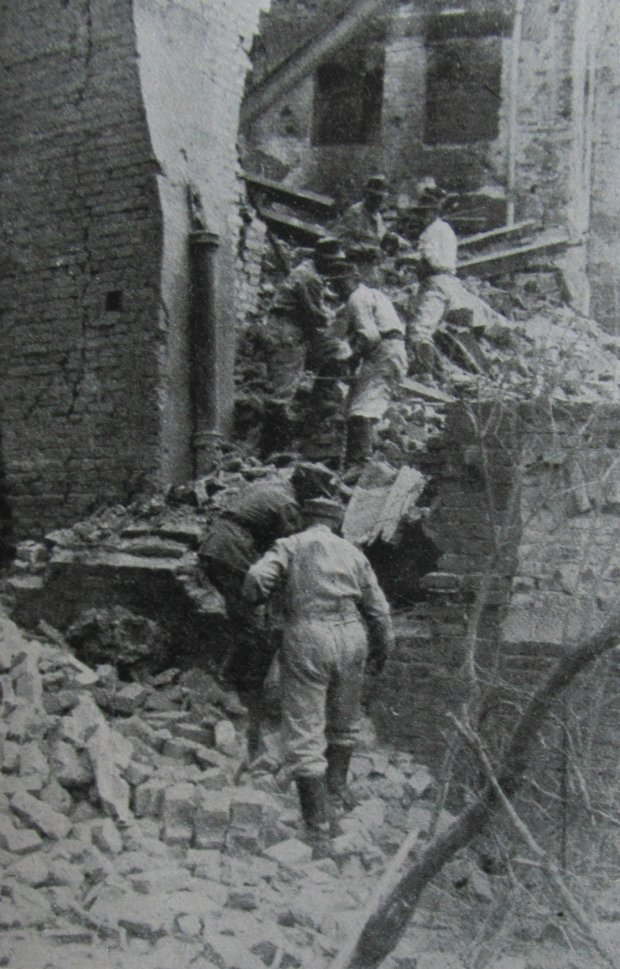
Oddział Technische Nothilfe przygotowuje się do wysadzenia Zamku Królewskiego w Warszawie. 8 września 1944

Technische Nothilfe (w skrócie TN albo TeNo) – niemieckie skoszarowane policyjne oddziały saperskie, działające w Republice Weimarskiej, III Rzeszy i w czasie okupacji niemieckiej w Polsce w Generalnym Gubernatorstwie.
Odpowiadają one m.in. za doszczętne zburzenie Warszawy po powstaniu warszawskim w 1944 (m.in. wysadzenie w powietrze Zamku Królewskiego).

## Stopnie w TN
Stan na: 1943
- Anwärter der TeNo (Schütze)
- Unterwachtmeister der TeNo (Gefreiter)
- Rottwachtmeister der TeNo (Obergefreiter)
- Wachtmeister der TeNo (Unteroffizier)
- Oberwachtmeister der TeNo (Unterfeldwebel)
- Zugwachtmeister der TeNo (Feldwebel)
- Bereitschaftsleiter der TeNo (Oberfeldwebel)
- Hauptwachtmeister der TeNo (Oberfeldwebel)
- Meister der TeNo (Stabsfeldwebel)
- Zugführer der TeNo (Leutnant)
- Oberzugführer der TeNo (Oberleutnant)
- Bereitschaftsführer der TeNo (Hauptmann)
- Abteilungsführer der TeNo (Major)
- Oberabteilungsführer der TeNo (Oberstleutnant)

## Literatura
- Karol Grünberg, Bolesław Otręba: Hans Frank na Wawelu, Włocławek 2001, ISBN 83-88500-13-9.